# 2003 UA292
2003 UA292 est un objet transneptunien faisant partie des cubewanos. 

## Caractéristiques
2003 UA292 mesure environ 265 km de diamètre, ses caractéristiques orbitales sont mal connues, n'ayant été observé que sur un faible arc d'observation.